# PDGFD
PDGFD‏ (Platelet derived growth factor D) هوَ بروتين يُشَفر بواسطة جين PDGFD في الإنسان.